# 严康楙
严康楙（1878年—1929年），“楙”读音“máo”，是“茂”的古写。浙江鄞县人，清末民国上海金融家、慈善家，钱庄业巨擘。。

## 生平
家族祖籍越州余姚县，与是东汉严光之后，家族再迁慈谿县，与巨商费市严家的严信厚同族，后定居宁波府鄞县。清光绪四年（1878年），生于宁波府鄞县南乡铜盆浦严家汇头，名严英，又名严正英，字康楙，以字行。1893年赴上海谋生。1879年，在上海与叶澄衷、朱葆三等合资成立中国通商银行。1898年，在浙江宁波府设中国通商银行兑换处，发行兑换券。1918年，与秦君安合资创办恒隆钱庄。1921年，斥资创办“大同行”系钱庄，在宁波、上海等地都设有分行。1922年，与秦合作，再创办永聚钱庄。1926年，与秦润卿合资创办恒赉钱庄。1927年，当选上海总商会第八届会董。1929年病逝上海，得年五十二。

## 慈善
1911年，与余保三、徐庆云合资创建普仁医院（1949年后成为浙东卫生所）。1920年，斥资十万银元创办康楙学校，贫寒子弟免费入学。同年建严氏义庄，赡养孤寡老人。1926年8月，出资建造灵桥。1927年春，出资建造中山公园，纪念孙中山逝世两周年。

## 遗迹
- 今宁波严康楙故居，或称严氏古建群，占地五亩，严氏亲题的“创业堂”保存完整[5][6]。现是文物保护单位[7]。

## 家人
妻蔡氏，有女四人。
- 长女严秀卿嫁鄞县蔡氏。
- 二女严兰卿嫁小港李家。
- 三女严梅卿嫁庄市倪家的倪家玺，民建中央常委、全国政协委员。
  - 外孙倪维斗，中国工程院院士[8]。
  - 外孙倪维尧，上海检察院前副检察长，上海金融法制研究会会长[8]。
- 四女严桂卿嫁湖西赵家的赵来琯，上海金融家。
  - 外孙赵鹤臣，原天津石化厂厂长[8]。
- 侄女严定仙，日籍华人。

另有二孙在世：
- 长孙严同常，上海工商银行黄浦支行前行长，现居美国。
- 次孙严令常，法学家，苏州大学法学院教授、硅湖大学法学院原院长。现居加拿大。